# Joseph-Nicolas Delisle

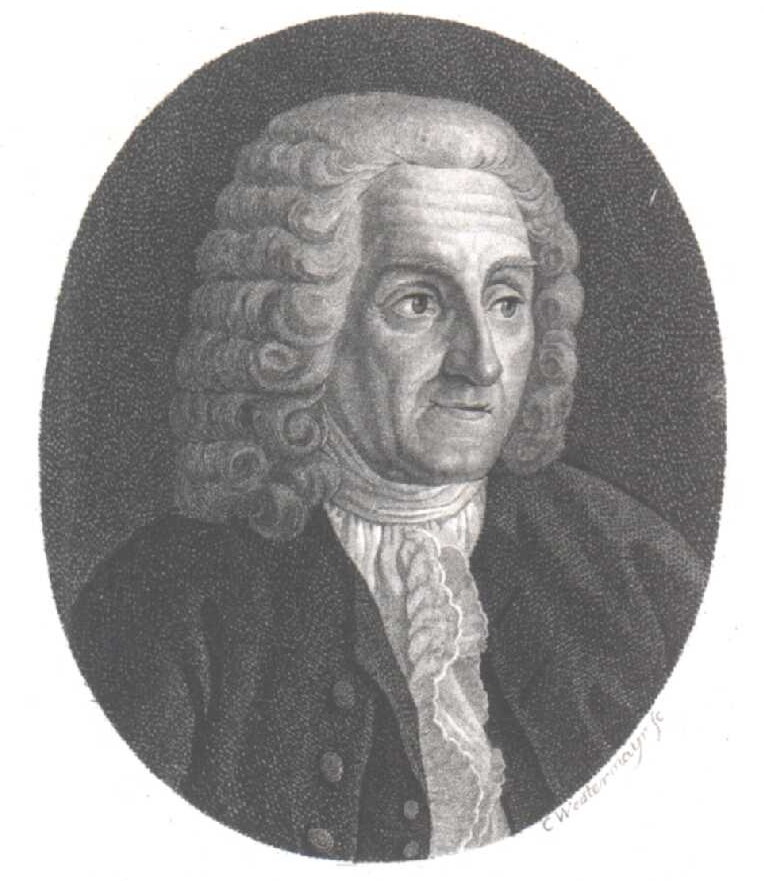
Joseph Nicolas Delisle

Joseph-Nicolas Delisle (ur. 4 kwietnia 1688 w Paryżu, zm. 11 września 1768 tamże) – francuski astronom i kartograf.
Zasugerował, że kolorowe pierścienie, które można zaobserwować wokół Słońca, są wynikiem uginania się światła słonecznego na kropelkach wody, znajdującej się w chmurach.

## Życiorys
Był synem historyka i geografa Claude’a Delisle i młodszym bratem kartografa Guillaume’a Delisle. Podobnie jak jego bracia, rozpoczął studia klasyczne, poświęcił się jednak astronomii. Był uczniem m.in. Jacques’a Cassiniego. W 1715 został członkiem Francuskiej Akademii Nauk.
W 1726 roku przybył, na zaproszenie cara Piotra I Wielkiego, do Sankt Petersburga, aby utworzyć szkołę astronomii. Do Paryża powrócił w 1747 roku. Założył obserwatorium w Cluny, w którym pracował później jego asystent Charles Messier. Innym jego uczniem był Jérôme Lalande.
Prowadził prace nad ustaleniem odległości Słońca od Ziemi na podstawie obserwacji przejścia Wenus i Merkurego na tle tarczy słonecznej.Zaproponował jedną z metod obserwacji tranzytu Wenus i Merkurego. W 1732 roku zaproponował skalę termometryczną nazwaną później skalą Delisle’a. W 1753 roku zorganizował ogólnoświatowe badania przejścia Wenus na tle tarczy Słońca (1761).
Krater Delisle na Księżycu oraz planetoida (12742) Delisle zostały nazwane jego imieniem.

## Publikacje
- Mémoires pour servir à l’histoire et au progrès de l’astronomie (1738)
- Mémoire sur les nouvelles découvertes au nord de la mer du sud (1752)